# 下山田禮子
下山田 禮子（しもやまだ れいこ、1947年 - ）は日本の俳人である。「海程」入会、金子兜太に師事し作句を始める。高崎経済大学卒業。現在「海程」「遊牧」同人、現代俳句協会会員、埼玉県現代俳句協会理事、「高崎兜太句会」代表兼連絡係を勤めている。

## 略歴
- 1947年 - 新潟県生まれ、群馬県育ち、
- 1991年 - 「海程」入会、金子兜太に師事し作句を始める
- 1993年 - 「海程」同人、現代俳句協会会員に推挙
- 1995年 - 第一句集『鬼やんま』（現代俳句協会青年部）
- 1999年 - 「遊牧」（代表・塩野谷仁）　に創刊同人として参加
- 2004年 - 第二句集『恋の忌』（文學の森）第一回「文學の森」俳句大賞にて優良賞受賞[1]
- 2005年 - 「海程」第6回海程会賞受賞[2]

## 作品
- 鬼やんま - 現代俳句協会青年部、1995年7月
- 恋の忌 / 句集、2004年7月
- 風の円柱（エンタシス） / 句集、2009年10月